# 野苏子
野苏子（学名：Pedicularis grandiflora）是列当科马先蒿属的植物。分布于俄罗斯以及中国大陆的东北等地，生长于海拔350米的地区，多生在水泽他草甸中，目前尚未由人工引种栽培。
种名grandiflora意为“大花的”。